# Antonio Giraudo
Antonio Giraudo (Torino, 2 settembre 1946) è un dirigente sportivo italiano, amministratore delegato della Juventus dal 1994 al 2006.

## Carriera
Laureato in economia, impiegato alla Toro Assicurazioni, dal 1984 al 1991 è alla guida della stazione sciistica di Sestriere.
Nominato nel 1994 amministratore delegato della Juventus da Umberto Agnelli, nei dodici anni di gestione economico-finanziaria ha consentito alla Juventus di chiudere sempre i bilanci in utile. Insieme a Luciano Moggi e Roberto Bettega (con i quali componeva la cosiddetta "Triade") è stato il fautore dei successi bianconeri di quel periodo, sia quelli sportivi che quelli economici.
Tra i progetti più importanti patrocinati da Giraudo ricordiamo l'accordo per la ristrutturazione dello stadio delle Alpi che porterà alla costruzione dello Juventus Stadium e l'entrata in borsa della Juventus. Nel 2005, firmò un redditizio accordo di sponsorizzazione con la società petrolifera Tamoil.

## Procedimenti giudiziari

### Processo sull'abuso di farmaci
Giraudo è stato processato dal Tribunale di Torino nell'ambito del giudizio ordinario celebrato contro la Juventus tra il 2000 e il 2007 sulla base all'accusa di «abusi di farmaci pericolosi alla salute e frode sportiva»: il processo penale finì il 30 marzo 2007 con la sentenza della Corte di cassazione che confermò l'assoluzione «perché il fatto non sussiste» dall'accusa di «frode sportiva» relativa all'utilizzo di eritropoietina umana ricombinante (EPO), – sancita già dal processo in primo grado e confermata nel grado successivo – mentre annullò in parte qua la sentenza di assoluzione in secondo grado circa la somministrazione di medicinali vietati diversi dall'EPO, nonché circa la somministrazione di medicinali non vietati.
Nel primo caso, la Cassazione rilevò che l'assoluzione in secondo grado «sul punto specifico, risulta carente [...]», in quanto la Corte d'appello non aveva confutato le argomentazioni del primo giudice, limitandosi ad affermare che tali sostanze erano state «praticamente ignorate». Nel secondo caso, pur non essendo all'epoca ancora in vigore la legge sul particolare (introdotta il 14 dicembre 2000), fu ritenuto che l'utilizzo di farmaci in condizioni off-label potesse integrare, in abstracto, il delitto di cui all'art. 1 della legge n. 401 del 1989, l'unica applicabile al periodo indagato. Dopo aver stabilito che i giudici d'appello non avevano tenuto conto di alcuni particolari, la Corte sancì la realizzazione di un nuovo processo per confermare le suddette ipotesi, poiché nel frattempo le liste di farmaci consentiti erano state modificate; tutto ciò non ebbe luogo per la prescrizione delle accuse in oggetto dal 12 febbraio 2007.

### Processo suldoping amministrativo
Il 24 novembre 2009 Giraudo, insieme a Luciano Moggi e Roberto Bettega, è stato assolto, poiché «il fatto non sussiste», dal giudice del Tribunale di Torino Dante Cibinel al processo per i conti della gestione della Juventus nel periodo 1994-2006. La causa si è celebrata con il rito abbreviato ed era lo sbocco dell'inchiesta sulle cosiddette plusvalenze sulla compravendita di giocatori.

### Processo suCalciopoli
Dagli sviluppi dell'inchiesta balzata agli onori delle cronache con il nome di Calciopoli, è emerso che sulla vittoria del campionato 2004-2005 (della quale la Juventus è stata privata assieme al titolo 2005-06) grava il sospetto della «frode sportiva». L'11 maggio 2009 i pm Filippo Beatrice e Giuseppe Narducci hanno chiesto per Giraudo cinque anni di reclusione per associazione a delinquere finalizzata alla frode sportiva. Il 14 dicembre 2009, il GUP di Napoli ha condannato Giraudo con rito abbreviato a tre anni di reclusione per «frode sportiva e associazione a delinquere» Il 19 ottobre 2012 il pg Esposito, al termine della sua requisitoria in aula a Napoli, ha chiesto per l'ex ad della Juventus quattro anni di reclusione, uno in più rispetto alla pena inflitta in primo grado, e 30.000 euro di multa. Per il pg, Giraudo non è un semplice partecipe dell'associazione per delinquere finalizzata alla frode sportiva, ma uno dei promotori.
Il 5 dicembre 2012 la Corte d'Appello di Napoli ha condannato Giraudo ad un anno e otto mesi. Per l'ex ad della Juventus è rimasto solo il capo d'accusa riguardante l'associazione a delinquere; cancellato però il suo ruolo di "promotore" come aveva chiesto l'accusa. Giraudo è stato inoltre condannato per frode sportiva riguardo alla partita Juventus-Udinese, mentre sono cadute le accuse per le altre due partite: Udinese-Brescia e Juventus-Lazio. Il 24 marzo 2015 la Cassazione annulla senza rinvio la sentenza di condanna in appello per "associazione a delinquere" a causa della sopraggiunta prescrizione del reato imputato.

### Processo sui diritti TV
Giraudo fu processato nel 2008 per presuntamente aver causato il concorso in bancarotta fraudolenta delle casse di Meister Team, società che per alcuni anni gestì i diritti tv della Juventus.
L'11 novembre 2011, dopo un giudizio durato tre anni, il Tribunale di Torino l'ha assolto per «non avere commesso il reato».